# Osloer Straße
Osloer Straße – ulica w Berlinie, w Niemczech, w dzielnicy Gesundbrunnen, w okręgu administracyjny Mitte. Została wytyczona w 1862. Początkowo nazwa ulicy brzmiała Christianiastraße, ale w 1924 po zmianie nazwy stolicy Norwegii na Oslo, zmieniono automatycznie jej nazwę na obecną.
Przy ulicy znajduje się stacja kolejowa Osloer Straße.